# Friedrich Sommer
Friedrich Karl Sommer (Balve, 1 de fevereiro de 1912 – Bochum, 7 de abril de 1998) foi um matemático alemão, que trabalhou com análise complexa.

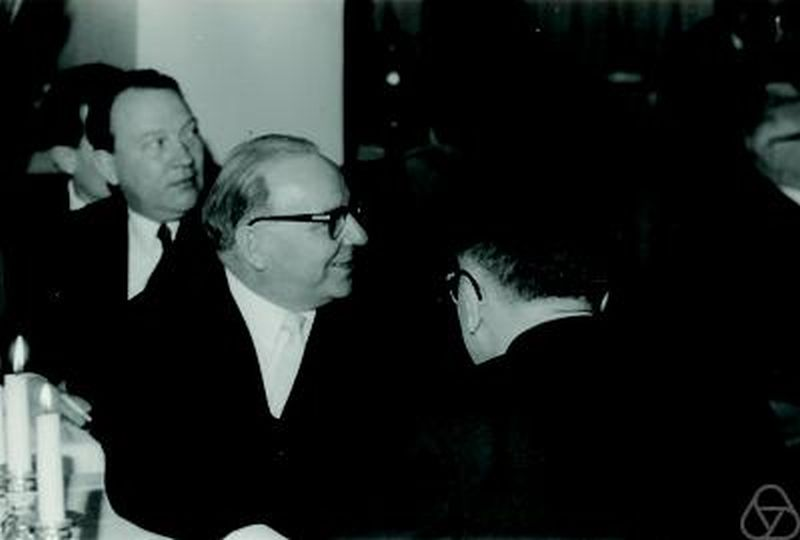
Friedrich Sommer (centro) com Claus Müller (esquerda) em cerimônia de aposentadoria de Heinrich Behnke, Münster 1967

Sommer estudou física, matemática e filosofia a partir de 1931 na Universidade de Münster e na Universidade de Göttingen (1932−1934). Em 1937 obteve um doutorado na Universidade de Münster, orientado por Heinrich Behnke, com a tese Zur Theorie der analytischen Funktionen mehrerer komplexer Veränderlichen. Bereiche ohne geschlossene innere Singularitätenmannigfaltigkeiten e prestou no mesmo ano a Lehramtsprüfung. De 1937 a 1947 trabalhou no Laboratório Central da Siemens und Halske em telecomunicações. Como dirigiu lá desde 1943 o Laboratório de Planejamento de Linha, classificado como importante para a guerra, não foi chamado para servir na Segunda Guerra Mundial. Em 1947 voltou para a universidade como assistente de Behnke em Münster, obtendo a habilitação em 1949 (Die Geometrie der Hyperkugelautomorphismen). Em 1953 foi Diätendozent, em 1956 professor associado e 1957 conselheiro científico. Em 1958 foi professor substituto na Universidade de Munique e em 1959 professor associado na Universidade de Würzburgo. Depois de ter ensinado matemática aplicada em Münster (por exemplo, matemática econômica), ocupou-se em Würzburg com a compra de um computador (Zuse Z 22). Em 1962 tornou-se professor titular. Em 1965 tornou-se professor titular na Universidade do Ruhr em Bochum, onde permaneceu até aposentar-se em 1980.
Escreveu com Behnke um livro-texto clássico sobre análise complexa usado durante longo tempo na Alemanha.

## Obras
- com Behnke Theorie der Funktionen einer komplexen Veränderlichen, Grundlehren der mathematischen Wissenschaften, Springer Verlag 1955 (com outras edições)
- Einführung in die Mathematik für Studenten der Wirtschaftswissenschaften, Springer Verlag 1967